# ピヴォタル
ピヴォタル(Pivotal) はイギリスの競走馬、種牡馬。主な勝ち鞍に、1996年のナンソープステークス、キングズスタンドステークス。

## 経歴
- 特記事項なき場合、本節の出典はRacing Post[1]

1995年10月19日、ニューベリー競馬場でのメイドン競走でデビューし、9着。続く2戦目で勝ち上がり、3戦目の条件ステークスも制した。3歳となった1996年、休養明け初戦となった6月のキングススタンドステークスを制して重賞初勝利を挙げ、続くジュライカップ9着を挟み、8月のナンソープステークスを制してG1競走初勝利を挙げたが、この競走を最後に競走馬を引退した。

## 競走成績
以下の内容は、Racing Postの情報および記載法に基づく。
| 出走日     | 競馬場           | 競走名            | 格 | 距離（馬場） | 頭数 | 枠番 (Draw) | 馬番 (horse No.) | 着順 | 騎手            | 斤量（st./lb./kg換算） | タイム  | 着差         | 勝ち馬/（2着）馬       |
| ---------- | ---------------- | ----------------- | -- | ------------ | ---- | ----------- | ---------------- | ---- | --------------- | ---------------------- | ------- | ------------ | ---------------------- |
| 1995.10.19 | ニューベリー     | メイドン競走      |    | 芝6f（GS）   | 20   | 15          |                  | 9着  | C. ヌッター     | 9-0（126/57）          |         | （6馬身）    | Fly Tip                |
| 0000.10.30 | ニューカッスル   | メイドン競走      |    | 芝6f（GF）   | 12   | 4           |                  | 1着  | G. ダフィールド | 9-0（126/57）          | 1:13.57 | 2馬身1/2     | （Domak Amaam）        |
| 0000.11.05 | フォークストーン | 条件S             |    | 芝5f（GF）   | 9    | 2           |                  | 1着  | G. ダフィールド | 9-2（128/58）          | 0:58.40 | 4馬身        | （Smithereens）        |
| 1996.06.21 | アスコット       | キングズスタンドS | G2 | 芝5f（GF）   | 17   | 11          |                  | 1着  | G. ダフィールド | 8-10（122/55.5）       | 0:59.49 | 1/2馬身      | （Mind Games）         |
| 0000.07.11 | ニューマーケット | ジュライC         | G1 | 芝5f（GF）   | 10   | 3           |                  | 6着  | G. ダフィールド | 8-13（125/56.5）       |         | （5馬身1/4） | Anabaa                 |
| 0000.08.22 | ヨーク           | ナンソープS       | G1 | 芝5f（GF）   | 8    | 5           |                  | 1着  | G. ダフィールド | 9-7（133/60）          | 0:56.53 | 短頭         | （Eveningperformance） |

- 馬場状態： GF=Good to Firm, GS=Good to Soft
- 着差：shd=short head（短頭）

## 引退後
1997年から生まれ故郷でもあるチェヴァリーパークスタッドで種牡馬入りし、1998年には初年度産駒が誕生した。そのうちのゴールデンアップルズが2001年にデルマーオークスを勝ち初年度産駒からG1馬を出し、以後も多くのG1馬を送り出した。27歳となる2020年まで種牡馬生活を続け、2021年に引退。同年の11月に死去した。

### 主な産駒
- 1998年生
  - Golden Apples / ゴールデンアップルズ（2001年デルマーオークス、2002年ビヴァリーD.ステークス、イエローリボンステークス）[5]
  - Silvester Lady / シルヴェスターレディー（2001年ディアナ賞）[6]
  - Kyllachy / カイラキー（2002年ナンソープステークス）[7]
- 1999年生
  - Megahertz / メガヘルツ（2005年イエローリボンステークス）[8]
  - Chorist / コーリスト（2004年プリティーポリーステークス）[9]
- 2000年生
  - Somnus / ソムナス（2003年スプリントカップ、2004年モーリスドギース賞、フォレ賞）[10]
- 2001年生
  - Peeress / ピアリス（2005年サンチャリオットステークス、2006年ロッキンジステークス）[11]
- 2002年生
  - Saoire / サオアール（2005年アイリッシュ1000ギニー）[12]
- 2004年生
  - Excellent Art / エクセレントアート（2007年セントジェームズパレスステークス）[13]
  - Regal Parade / リーガルパレード（2009年スプリントカップ、2010年モーリス・ド・ゲスト賞）[14]
- 2005年生
  - Falco / ファルコ（2008年プール・デッセ・デ・プーラン）[15]
  - Halfway to Heaven / ハーフウェイトゥヘヴン（2008年アイリッシュ1000ギニー、ナッソーステークス、サンチャリオットステークス）[16]
  - Virtual / ヴァーチャル（2009年ロッキンジステークス）[17]
- 2006年生
  - Sariska / サリスカ（2009年オークス、アイリッシュオークス）[18]
- 2007年生
  - Siyouni / シユーニ（2009年ジャン・リュック・ラガルデール賞）[19]
  - Buzzword / バズワード（2010年ドイチェスダービー）[20]
  - Maarek / マーレク（2013年アベイ・ド・ロンシャン賞）[21]
  - African Story / アフリカンストーリー（2014年ドバイワールドカップ、2015年マクトゥームチャレンジラウンド3）[22]
- 2008年生
  - Immortal Verse / イモータルヴァース（2011年コロネーションステークス、ジャック・ル・マロワ賞）[23]
  - Izzi Top / イッチトップ（2012年ジャンロマネ賞、プリティーポリーステークス）[24]
  - Farhh / ファー（2013年ロッキンジステークス、チャンピオンステークス）[25]
- 2011年生
  - Talco / タルコ（2015年シューメイカーマイルステークス）[26]
  - Lightning SpearWikipedia / ライトニングスピア（2018年サセックスステークス）
- 2012年生
  - Queen's Jewel / クイーンズジュエル（2015年サンタラリ賞）[27]
  - Brando(GB) / ブランド（2017年モーリス・ド・ゲスト賞）[28]
- 2013年生
  - Blair House / ブレアハウス（2018年ジェベルハッタ）
- 2014年生
  - Avilius / アヴィリオス（2019年ランヴェットステークス、タンクレッドステークス、ジョージメインステークス）[29]
  - Glen Shiel / グレンシール（2020年ブリティッシュ・チャンピオンズ・スプリントステークス）
  - Addeybb / アデイブ（2020年ランヴェットステークス、クイーンエリザベスステークス、チャンピオンステークス、2021年クイーンエリザベスステークス）
- 2016年生
  - Siyarafina / シヤラフィナ（2019年サンタラリ賞）

### ブルードメアサイアーとしての産駒
- 2010年生
  - The United States/ザユナイテッドステイツ（2016年ATCローソンステークス）[30]
- 2011年生
  - Glorious Empire/グロリアスエンパイア（2018年ソードダンサーステークス）[31]
- 2013年生
  - Harbour Law / ハーバーロー（英語版） （2016年セントレジャーステークス）[32]
  - ミッキーロケット（2017年日経新春杯、2018年宝塚記念）[33]
- 2014年生
  - ファンディーナ（2017年フラワーカップ）[34]
  - Hydrangea / ハイドレンジア（2017年メイトロンステークス、ブリティッシュ・チャンピオンズ・フィリーズ&メアズステークス）[35]
  - Rhododendron / ロードデンドロン（2016年フィリーズマイル、2017年オペラ賞、2018年ロッキンジステークス）[36]
  - Cracksman / クラックスマン（2017年チャンピオンステークス、2018年ガネー賞、コロネーションカップ、チャンピオンステークス）[37]
- 2015年生
  - Magical / マジカル（2018年ブリティッシュ・チャンピオンズ・フィリーズ&メアズステークス、2019年タタソールズゴールドカップ、アイリッシュチャンピオンステークス、チャンピオンステークス、2020年プリティーポリーステークス、タタソールズゴールドカップ、アイリッシュチャンピオンステークス）[38]
  - Olmedo（2019年仏2000ギニー）
- 2016年生
  - Hermosa / ハモーサ（2019年英1000ギニー、愛1000ギニー）[39]
  - Advertise/アドヴァータイズ（2018年フェニックスステークス、2019年コモンウェルスカップ、モーリス・ド・ゲスト賞）[40]
- 2017年生
  - ダーリントンホール（2020年共同通信杯）[41]
  - Love / ラヴ（2019年モイグレアスタッドステークス、2020年1000ギニー、オークス、ヨークシャーオークス、2021年プリンスオブウェールズステークス）[42]
  - Pearls Galore / パールズガロアー（2022年メイトロンステークス）
- 2018年生
  - Mendocino / メンドシノ（2022年バーデン大賞）[43]
- 2019年生
  - Wild Beauty / ワイルドビューティー（2021年ナタルマステークス）
  - Tenebrism / テナブリズム（2021年チェヴァリーパークステークス、2022年ジャンプラ賞）
  - Nashwa / ナシュワ（2022年ディアヌ賞、ナッソーステークス、2023年ファルマスステークス）
  - Simca mile / シムカミル (2023年ベルリン大賞)
  - Chili Flag / チリフラッグ (2024年ジャストアゲームステークス)
- 2020年生
  - Good Guess / グッドゲス（2023年ジャンプラ賞）
- 2022年生
  - Camille Pissarro / カミーユピサロ（2024年ジャン・リュック・ラガルデール賞、2025年ジョッケクルブ賞）
  - Henri Matisse / アンリマティス（2024年ブリーダーズカップ・ジュヴェナイルターフ、2025年仏2000ギニー）

## 血統表
| ピヴォタルの血統              | ピヴォタルの血統                | ピヴォタルの血統 | （血統表の出典）  | （血統表の出典）  |
| 父系                          | ヌレイエフ系                    | ヌレイエフ系     | ヌレイエフ系      | [ § 2 ]           |
| 父 Polar Falcon 1986 鹿毛     | 父の父Nureyev 1977 鹿毛         | Northern Dancer  | Nearctic          | Nearctic          |
| 父 Polar Falcon 1986 鹿毛     | 父の父Nureyev 1977 鹿毛         | Northern Dancer  | Natalma           |                   |
| 父 Polar Falcon 1986 鹿毛     | 父の父Nureyev 1977 鹿毛         | Special          | Forli             | Forli             |
| 父 Polar Falcon 1986 鹿毛     | 父の父Nureyev 1977 鹿毛         | Special          | Thong             |                   |
| 父 Polar Falcon 1986 鹿毛     | 父の母Marie d'Argonne 1981 栗毛 | Jefferson        | Charlottesville   | Charlottesville   |
| 父 Polar Falcon 1986 鹿毛     | 父の母Marie d'Argonne 1981 栗毛 | Jefferson        | Monticella        |                   |
| 父 Polar Falcon 1986 鹿毛     | 父の母Marie d'Argonne 1981 栗毛 | Mohair           | Blue Tom          | Blue Tom          |
| 父 Polar Falcon 1986 鹿毛     | 父の母Marie d'Argonne 1981 栗毛 | Mohair           | Imberline         |                   |
| 母 Fearless Revival 1987 栗毛 | 母の父Cozzene 1980 芦毛         | Caro             | *フォルティノ     | *フォルティノ     |
| 母 Fearless Revival 1987 栗毛 | 母の父Cozzene 1980 芦毛         | Caro             | Chambord          |                   |
| 母 Fearless Revival 1987 栗毛 | 母の父Cozzene 1980 芦毛         | Ride the Trails  | Prince John       | Prince John       |
| 母 Fearless Revival 1987 栗毛 | 母の父Cozzene 1980 芦毛         | Ride the Trails  | Wildwook          |                   |
| 母 Fearless Revival 1987 栗毛 | 母の母Stufida 1981 鹿毛         | Bustino          | Busted            | Busted            |
| 母 Fearless Revival 1987 栗毛 | 母の母Stufida 1981 鹿毛         | Bustino          | Ship Yard         |                   |
| 母 Fearless Revival 1987 栗毛 | 母の母Stufida 1981 鹿毛         | Zerbinetta       | Henry The Seventh | Henry The Seventh |
| 母 Fearless Revival 1987 栗毛 | 母の母Stufida 1981 鹿毛         | Zerbinetta       | Yucatan           |                   |
| 母系(F-No.)                   | (FN:7)                          | (FN:7)           | (FN:7)            | [ § 3 ]           |
| 5代内の近親交配               | アウトブリード                  | アウトブリード   | アウトブリード    | [ § 4 ]           |
| 出典                          | 1. 2. 3. 4.                     | 1. 2. 3. 4.      | 1. 2. 3. 4.       | 1. 2. 3. 4.       |